# Genista salzmannii
La ginestra di Salzmann (Genista salzmannii DC., 1825) è una pianta appartenente alla famiglia delle Fabacee.
L'epiteto specifico è un omaggio al medico, botanico ed entomologo tedesco Philipp Salzmann (1781-1835)

## Distribuzione e habitat
È una specie endemica della Sardegna e della Corsica.